# Лаплака, Элисон
Элисон Лаплака (англ. Alison LaPlaca, род. 16 декабря 1959) — американская телевизионная актриса, которая сыграла основные роли в нескольких недолго просуществовавших ситкомах в конце 1980-х и начале 1990-х.

## Биография
Лаплака родилась в Нью-Джерси, но выросла в Линкольншире, штат Иллинойс. После окончания университета она начала выступать на местной сцене, прежде чем в 1983 году переехать в Лос-Анджелес, где Лаплака получила одну из ролей в телевизионном спин-оффе фильма «Забегаловка».
Лаплака добилась наибольшей известности благодаря роли Линды Филлипс в ситкоме Fox «Дуэт» (1987—89) и его недолго просуществовавшем спин-оффе «Открытый дом» (1989—90). После его закрытия она сыграла основные женские роли в четырёх провальных ситкомах: Stat (ABC, 1991), The Jackie Thomas Show (ABC, 1992—93), Tom (CBS, 1994), и The John Larroquette Show (NBC, 1994—1996). В 1997 году она взяла на себя второстепенную роль босса Рэйчел в «Друзья».
Лаплака в разные годы появилась в сериалах «Семейные узы», «Весёлая компания», «Друзья», «Седьмое небо», «Скорая помощь», «Отчаянные домохозяйки», «Анатомия страсти», «Юристы Бостона», «Ремингтон Стил» и «Долго и счастливо». Вне телевидения она сыграла роль сестры героини Кёрсти Элли в фильме 1990 года «Сумасшедший дом».

## Личная жизнь
В 1992 году вышла замуж за актёра и режиссёра Филипа Чарльза Маккензи.

## Избранная фильмография
| Год  |   | Русское название      | Оригинальное название | Роль           |
| ---- | - | --------------------- | --------------------- | -------------- |
| 2006 | с | Отчаянные домохозяйки | Desperate Housewives  | Рита Паттерсон |